# Dendraleni
I dendraleni o [n]dendraleni sono composti organici aciclici contenenti n doppi legami con coniugazione incrociata.

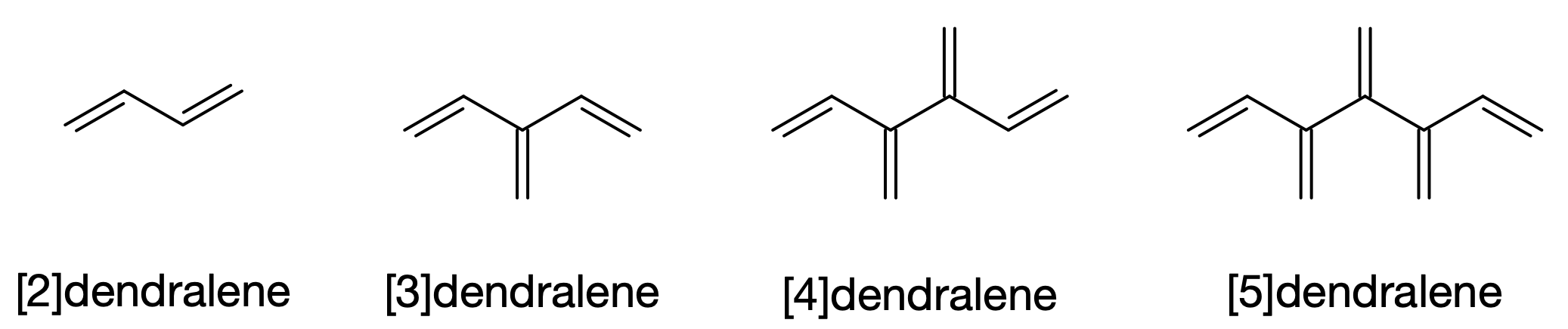
Struttura dei più semplici dendraleni. Il [2]dendralene (butadiene) è l'unico che non presenta coniugazione incrociata.

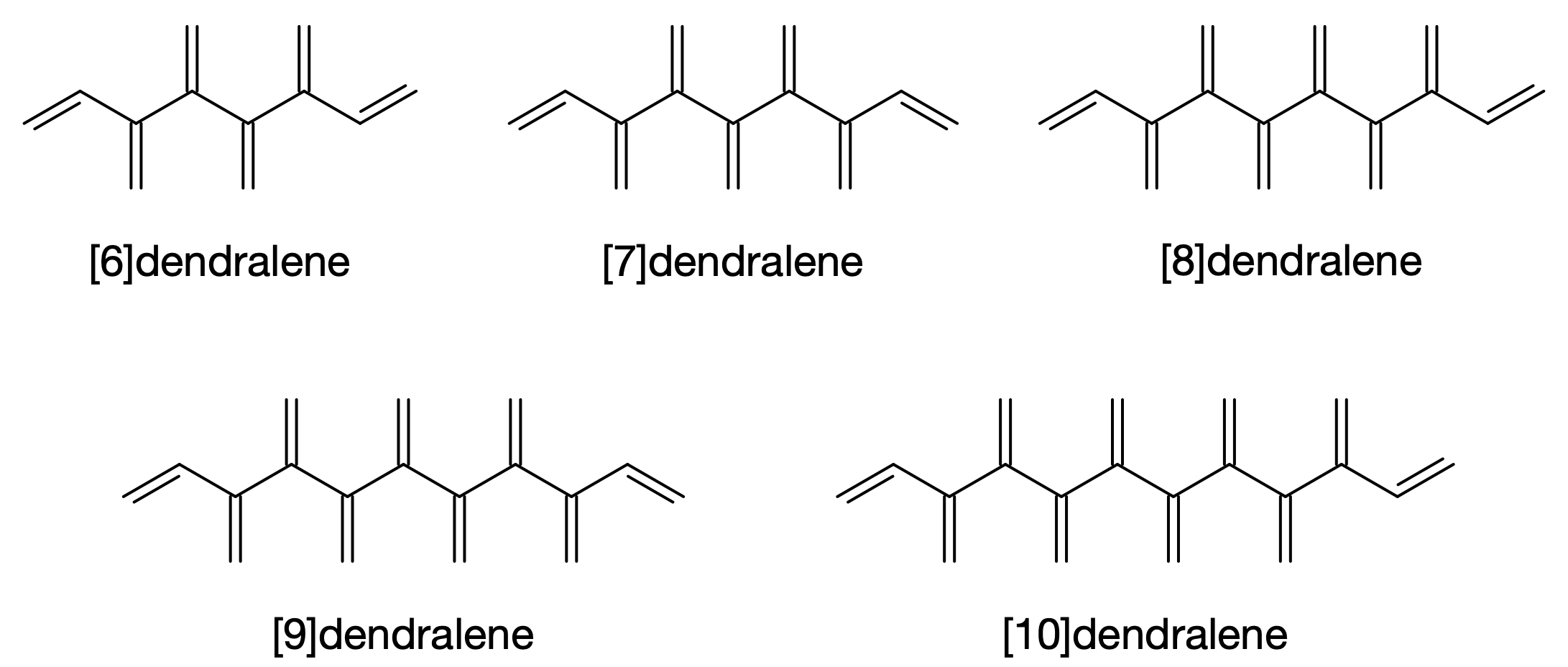
Struttura degli [n]dendraleni per n = 6-10

Il nome dendralene deriva dall'unione delle parole dendrimero, lineare e alchene. I dendraleni più complessi hanno attratto l'interesse dei ricercatori dato che permettono di ottenere una vasta gamma di composti organici partendo da precursori relativamente semplici, principalmente tramite reazioni di cicloaddizione Diels-Alder. Gli analoghi ciclici dei dendraleni sono chiamati radialeni.

## Sintesi
Il [3]dendralene (2-vinilbutadiene) fu preparato per la prima volta nel 1955 tramite pirolisi di un triacetato:
Il composto reagisce con due equivalenti di anidride maleica tramite cicloaddizione tandem Diels-Alder:
Si conoscono varie procedure per ottenere [3]dendraleni sostituiti, a partire da alleni, o con una Reazione di Horner-Wadsworth-Emmons, o una reazione di accoppiamento incrociato, o da carbonati allilici.
Il [4]dendralene (3,4-dimetilene-esa-1,5-diene) fu ottenuto per la prima volta nel 1962, ma fu isolato e purificato solo nel 1985. Una sintesi recente del [4]dendralene parte dal cloroprene. Questo composto viene convertito in un reattivo di Grignard con magnesio metallico; la successiva reazione con cloruro di rame(I) forma un intermedio organo-rame che per dimerizzazione produce il dimero del butadiene detto [4]dendralene.
I composti [5]-, [6]- e [8]dendralene furono ottenuti per la prima volta nel 2000; il [7]dendralene nel 2009. Nel 2016 sono stati descritti
i dendraleni da [9] a [12].

## Proprietà e reattività
In genere le proprietà chimiche e fisiche degli [n]dendraleni mostrano un comportamento alternato a seconda che n sia pari o dispari. La stabilità dei dendraleni aumenta al crescere delle dimensioni, ma quelli con n dispari sono meno stabili di quelli con n pari. Ad esempio si è osservato che quelli con n = 3, 5 e 7 posti in fiale sigillate a 25 °C mostrano un tempo di dimezzamento di 10, 25 e 63 ore, mentre quelli con n = 4, 6 e 8 dopo un mese non avevano sostanzialmente reagito.
Negli [n]dendraleni (n = 4-12) lo spettro di assorbimento UV-visibile mostra un unico massimo di assorbimento a circa 215 nm, molto vicino a quello del butadiene, indicando che queste strutture si comportano come una serie di gruppi butadiene isolati. I valori di assorbività molare del massimo di assorbimento non aumentano regolarmente ma in modo alternato.
I dendraleni con numero dispari di unità alchene mostrano una maggior reattività in reazioni di Diels-Alder rispetto a quelli con n pari.  Questa differenza di reattività tende a scomparire al crescere di n, ed è stata attribuita alle diverse percentuali di conformeri gauche/anti assunte dai gruppi butadiene al crescere di n.

## Reazioni
I dendraleni danno luogo facilmente a reazioni Diels-Alder con semplici dienofili, dando la possibilità di sintetizzare rapidamente molecole complesse. Sono stati pubblicati numerosi schemi di reazione, dei quali solo alcuni sono citati in queste note.
Ad esempio, il [4]dendralene dà una reazione Diels-Adler tandem con il dienofilo N-metilmaleimmide (NMM). A seconda delle condizioni si possono ottenere percorsi di reazione differenti. Il dendralene 1 può reagire con due equivalenti di NMM formando il monoaddotto 3. In altre condizioni 1 reagisce con tre equivalenti di NMM e la reazione procede fino ai triaddotti 2a e 2b.